# Brucea
Brucea é um género botânico pertencente à família Simaroubaceae.

## Espécies
- Brucea antidysenterica
- Brucea macrocarpa, Stannard